# 索恩河畔方丹
索恩河畔方丹（法語：Fontaines-sur-Saône，法語發音：[fɔ̃tɛn syʁ son]）是法国里昂大都会的一个市镇，属于里昂区。

## 地名
“方丹”（Fontaines）意为“泉”。法语地名通名在“枫丹白露”（Fontainebleau）等少数拥有传统译名的地名中译作“枫丹”，不过在《世界地名翻译大辞典》、《世界地名译名词典》和《法国地图册》等主流地名译名类书籍资料中多译作“方丹”。

## 地理
索恩河畔方丹（45°50'9"N, 4°50'42"E）面积2.32 平方千米，位于法国奥弗涅-罗讷-阿尔卑斯大区里昂大都会，后者为法国的一个特殊地位集体，自2015年脱离罗讷省成立，位于法国中东部，中心城市为里昂。
与索恩河畔方丹接壤的市镇（或旧市镇、城区）包括：方丹圣马丹、卡吕尔和屈尔、索恩河畔罗什塔耶、里约拉帕普、萨托奈康、萨托奈村、科隆日欧蒙多尔。
索恩河畔方丹的时区为UTC+01:00、UTC+02:00（夏令时）。

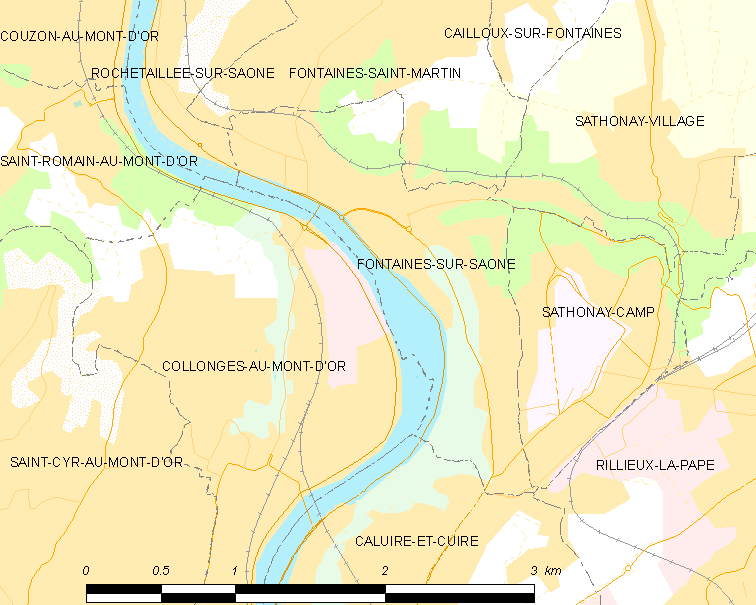
索恩河畔方丹的OSM定位图

## 行政
索恩河畔方丹的邮政编码为69270，INSEE市镇编码为69088。

## 政治
索恩河畔方丹的现任市长为蒂埃里·普佐尔（Thierry Pouzol）先生，任期为2020-2026年。

## 人口

1962-2008年间索恩河畔方丹人口变化图示

索恩河畔方丹于2022年1月1日时的人口数量为7005人。